# SP-143
A SP-143 é uma rodovia transversal do estado de São Paulo, administrada pelo Departamento de Estradas de Rodagem do Estado de São Paulo (DER-SP).

## Denominações
Recebe as seguintes denominações em seu trajeto:
Nome: Floriano de Camargo Barros, Rodovia
- De – até: SP-300 – Pereiras – Cesário Lange
- Legislação: LEI 1.957 DE 23/04/79

## Descrição
Principais pontos de passagem: SP 141 - Cesário Lange - Pereiras - SP 300

## Características

### Extensão
- Km Inicial: 0,000
- Km Final: 22,200

### Localidades atendidas
- Cesário Lange
- Pereiras